# ليندا مونتانو
ليندا مونتانو (بالإنجليزية: Linda Montano)‏ هي فنانة أداء أمريكية، ولدت في 18 يناير 1942 في ساجرتيس في الولايات المتحدة.

## وصلات خارجية
- ليندا مونتانو على موقع ميوزك برينز (الإنجليزية)